# Dave Matthews Band
Dave Matthews Band (укр. Гурт Дейва Меттьюза) — американський рок-гурт, заснований 1991 року.

## Історія
Гурт Dave Matthews Band було засновано в Шарлотсвіллі, штат Вірджинія, США. На початку 1991 року місцевий музикант, гітарист та автор-виконавець Дейв Меттьюз записав демо-плівку зі своїми піснями та запросив знайомих музикантів. До першого складу гурту Меттьюза окрім нього входили Картер Бофорд (барабани), Стефан Лессард (бас-гітара),  Лерой Мур (саксофон) і Бойд Тінслі (скрипка), та  Пітер Грізар (клавішні). 1993 року гурт самостійно видав альбом Remember Two Things, а наступного року — концертний мініальбом Recently. Колектив привернув увагу мейджор-лейблів та 1994 підписав контракт із RCA Records.
Перший альбом Dave Matthews Band на RCA Records вийшов у вересні 1994 року та отримав назву Under the Table and Dreaming. Завдяки хіту «What Would You Say» платівка добре продавалася і невдовзі стала платиновою із понад 1 млн проданих примірників. Завдяки наступним альбомам — Crash (друге місце в хіт-параді США), Before These Crowded Streets (перше місце в чартах) — Dave Matthews Band стала одним з найуспішніших рок-гуртів 1990-х років. Окрім цього, гурт брав активну участь у боротьбі проти бутлегерів, що незаконно розповсюджували концертні записи гурту, натомість випускаючи офіційні live-записи, такі як Live at Red Rocks 8.15.95, виданий 1997 року.
Протягом 2000-х років гурт продовжував випускати успішні альбоми, залишаючись дуже популярними в США, але майже не зацікавлюючи європейських слухачів. Попри часті зміни у складі, Dave Matthews Band залишалися активними, 2021 року відсвяткувавши своє 30-річчя, а 2023 року випустивши десятий студійний альбом Walk Around the Moon.

## Дискографія
| Студійні альбоми - 1993 — Remember Two Things - 1994 — Recently - 1994 — Under The Table And Dreaming - 1996 — Crash - 1998 — Before These Crowded Streets - 2001 — Everyday - 2002 — DMB Busted Stuff - 2005 — Stand Up - 2009 — Big Whiskey and the GrooGrux King - 2012 — Away From The World - 2018 — Come Tomorrow - 2023 — Walk Around The Moon | Концертні альбоми - 1997 — Live at Red Rocks 8.15.95 - 1999 — Dave & Tim — Live At Luther College - 1999 — Listener Supported - 2001 — Live in Chicago 12.19.1998 - 2002 — Live at Folsom Field - 2003 — The Central Park Concert - 2004 — The Gorge 2002 - 2005 — The Complete Weekend on the Rocks - 2007 — Live at Piedmont Park - 2008 — Live at Mile High Music Festival - 2010 — Live in New York City - 2011 — Live at Wrigley Field - 2011 — Live in Atlantic City - 2023 — Dave and Tim Live at Radio City - 2023 — DMB The Best of Whats Around Vol.1 |